# 戈吉納基

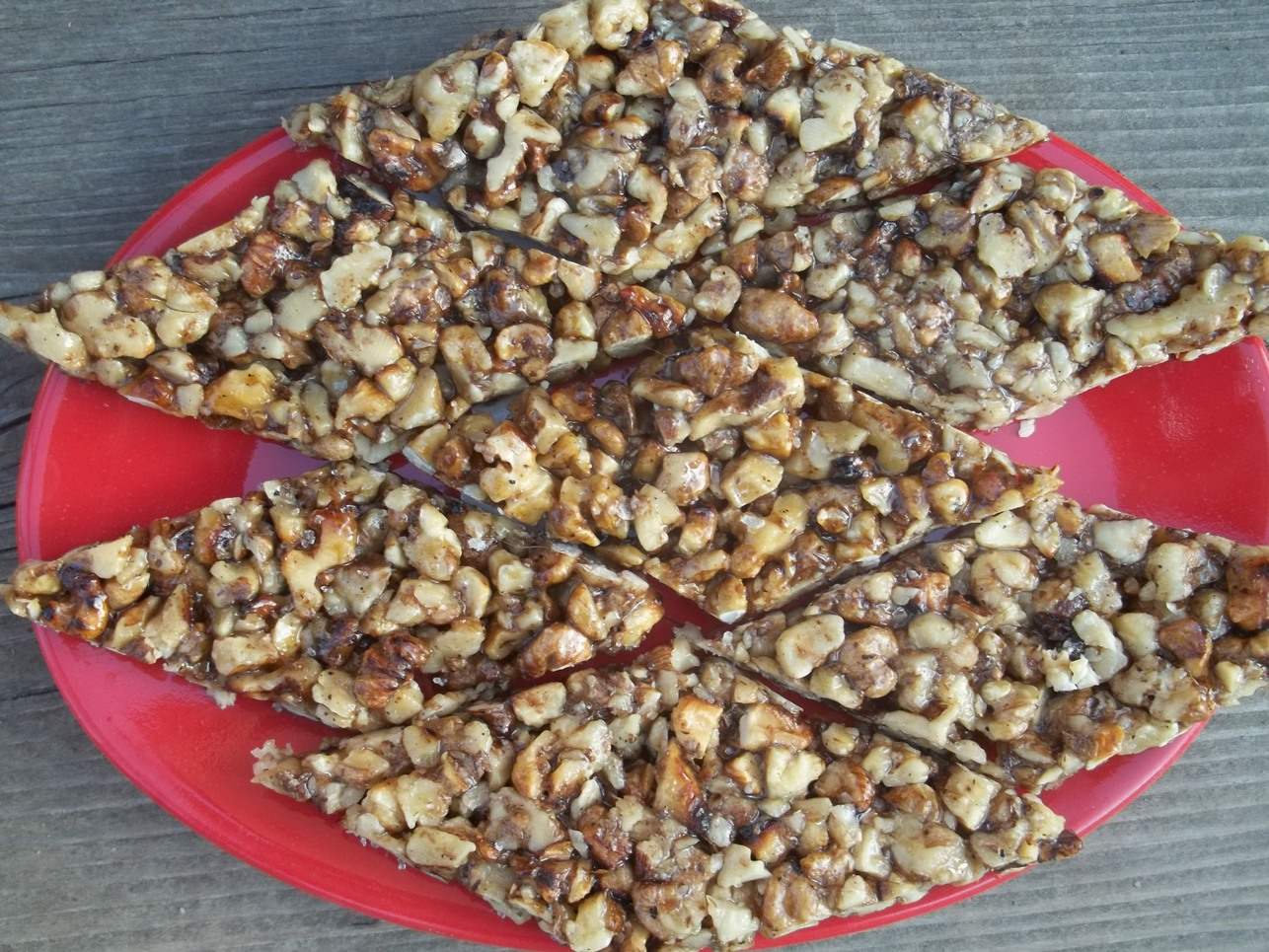
戈吉納基

戈吉納基是格魯吉亞的一種傳統甜食，主要在聖誕節和新年時食用。做法是在加熱的蜂蜜內放入砂糖使其類似焦糖，再將事先炒好的瓜子、杏仁等食物放入，冷卻成形後食用。與戈吉納基類似的甜食有牛軋糖。
戈吉納基是格魯吉亞出身的蘇聯總書記史太林最愛的食物之一。